# Hamburg Süd

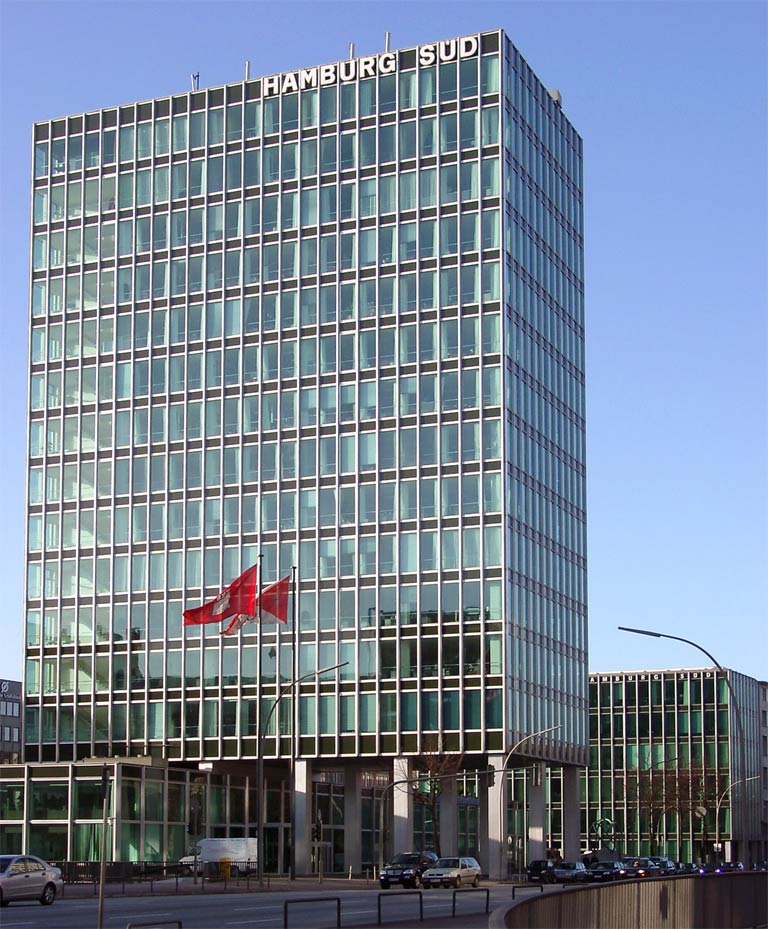

 Hamburg Süd A/S & Co KG  , eller kort Hamburg Süd, är ett före detta rederi med säte i Hamburg. Företaget grundades 1871 som ett aktiebolag av elva handelshus i Hamburg och tillhörde Oetker-Gruppe från 1955 till 2017. 
År 2016 sysselsatte företaget 6301 personer (varav 4894 på land), drev 177 fartyg (varav 116 containerfartyg) och uppnådde en årlig omsättning på 5,637 miljarder euro 
Den 1 december 2016 meddelade Oetker-Gruppe att man skulle avyttra sin shippingdivision och sälja Hamburg Süd med alla dess aktiviteter, dotterbolag och betydande affärstillgångar till det danska rederiet Mærsk Line. 
 Hamburg Süd tillhör A. P. Møller-Mærsk sedan den 1 december 2017. Varumärket Hamburg Süd har behållits. Äganderätten till Hamburg Süds 105 fartyg och ansvaret för fartygsledningen ligger hos Maersk i Köpenhamn efter övertagandet av företaget. Sjömännen på Hamburg Süds fartyg arbetar direkt för Maersk. I april 2021 tog Poul Hestbaek över ledningen från sin föregångare Arnt Vespermann. Hamburg Süd var  ansvarigt för all handel som genomfördes via fartygen på rutterna mellan Europa och Sydamerika, mellan Asien och Sydamerika samt mellan Nord- och Sydamerika. Företaget är inte längre ett självständigt rederi och lämnade den tyska redarföreningen (Verband Deutscher Reeder, VDR) efter Maersks övertagande.

## Historia

### Början och perioden fram tillförsta världskriget
Hamburg-Südamerikanische Dampfschifffahrts-Gesellschaft (HSDG) grundades 1871 i samband med en kapitalökning som efterträdare till Hamburg-Brasilianische Dampfschiffahrts-Gesellschaft, som hade existerat sedan 1869. Det ursprungliga aktiekapitalet uppgick till 1,25 miljoner taler, varav 65,2 % betalades in på börsen av Commerz- und Disconto-Bank. Ytterligare 28,5 % tillsköts av rederiet August Bolten och Hamburg-Brasilianische Dampfschiffahrts-Gesellschaft, medan återstoden förvärvades av olika företag i Hamburg. Företagets första styrelseordförande var Heinrich Amsinck (1824–1883).
Det nya rederiet tog över de tre fartygen från Hamburg-Brasilianische Dampfschiffahrts-Gesellschaft med totalt nästan 4 000 bruttoregisterton (BRT) och köpte ytterligare en ångare. Alla fyra fartygen trafikerade en månatlig linjetrafik mellan Hamburg och Brasilien och Argentina. Från 1873 kom de första nybyggena till rederiet och i oktober 1873 var Valpareiso på 2 247 BRT, som levererades av Reiherstiegvarvet, det första fartyget som byggdes i Tyskland för HSDG. Den första tyska konkurrenten i trafiken till Brasilien och Argentina var Norddeutscher Lloyd (NDL) från Bremen redan 1875, som tidvis till och med uppnådde en högre trafikandel.
År 1881 avgick Heinrich Amsinck av hälsoskäl som styrelseordförande. Hans efterträdare var Ferdinand Laeisz (1801–1887), en välkänd segelfartygsägare, som 1885 överlämnade ordförandeskapet till sin son Carl Laeisz (1828–1901). Efter brodern Heinrichs död representerade Martin Garlieb Amsinck (1831–1905) familjen Amsinck i styrelsen. År 1885 hade rederiets flotta vuxit till 16 ångfartyg på 30 000 BRT.
Fartyget Amazonas, som Blohm & Voss levererade för brasiliansk trafik i oktober 1890, var rederiets första fartyg på över 3 000 bruttoton. Gränsen på 4 000 BRT passerades i oktober 1895 med fartyget Asuncion (4 663 BRT, Blohm & Voss), typfartyget i en serie på elva fartyg som levererades av Blohm & Voss och Reiherstiegvarvet fram till 1899. År 1900 togs de första Cap-ångarna, fartyg med lyxiga passagerarutrymmen, i drift av HSDG för första gången. De nio fartygen fram till 1914, vars namn började med Cap, var bland de största fartygen som användes på rutten till Sydamerika när de togs i bruk. Med sina gula skorstenar skiljde de sig också exteriört från de enklare fartygen i HSDG. Cap Verde, som byggdes 1900 som den tredje Cap-ångaren av Flensburger Schiffbau-Gesellschaft, var den första nybyggnaden som levererades av ett annat tyskt varv än de tidigare nämnda Hamburgvarven, som förblev HSDG:s huvudleverantör fram till 1914.
År 1900 köpte Hamburg-Amerikanische Packetfahrt-Actien-Gesellschaft (Hapag) under Albert Ballins ledning de 14 ångfartyg som gick i Sydamerikatrafik från rederiet A. C. de Freitas & Co. som fram till dess varit en av HSDG:s huvudkonkurrenter. För att undvika ett priskrig med denna mäktiga konkurrent beslutades att de två Hamburg-rederierna skulle driva en gemensam linje, där Hamburg-Süd skulle ta hand om två tredjedelar och Hapag en tredjedel av trafiken.

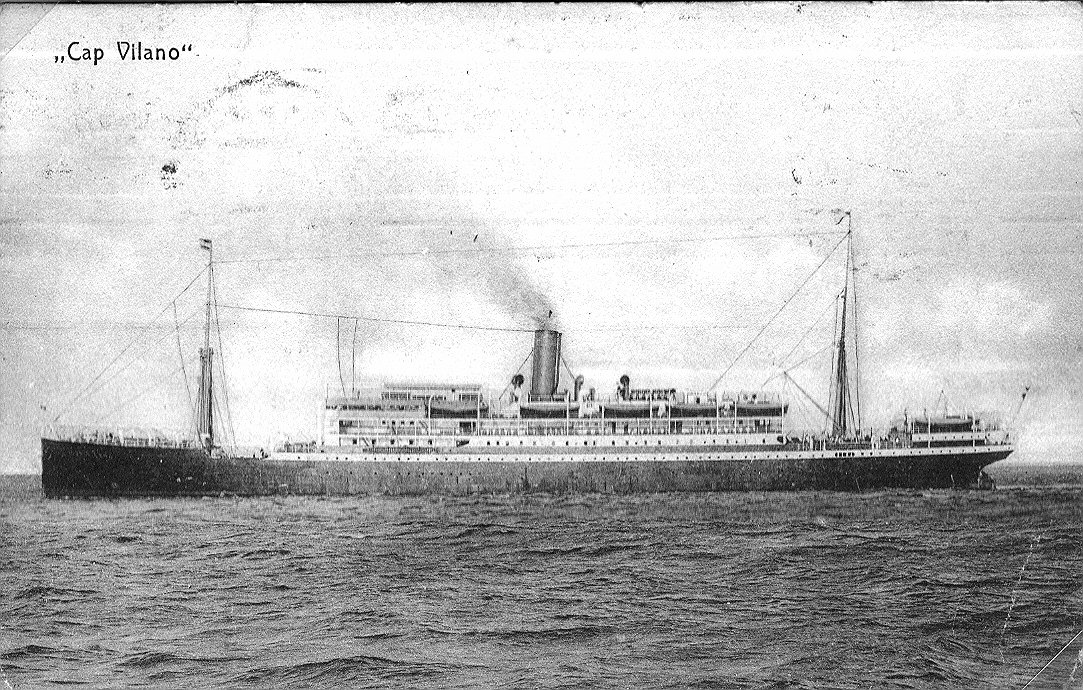
Cap Vilano

År 1906 inleddes eran av lyxiga passagerarfartyg med ångfartygen Cap Vilano och Cap Arcona (I) på Sydamerikaresan, och Hapag lät bygga ytterligare två systerfartyg. Cap Finisterre (14 503 BRT, 16,5 knop) följde 1911 som den första höghastighetsångaren. År 1914 togs Cap Trafalgar (18 710 BRT, 17 knop) i bruk som det nya flaggskeppet i HSDG-flottan.
År 1914 hade rederiet 56 fartyg på totalt 325 031 BRT. Detta gjorde det till det fjärde största tyska rederiet efter Hapag, NDL och DDG Hansa. Den nästan färdiga höghastighetsångaren Cap Polonio, som för första gången skulle överstiga 20 000 BRT, och tre mindre lastångare var under konstruktion.

### Krigsinsats
Den första förlusten av ett fartyg inträffade den 14 augusti 1914, när Santa Catharina (4 247 BRT, 1907) kapades av den brittiska kryssaren HMS Glasgow strax före sin destination på en resa från New York till Santos. Britterna förde sitt byte till den brasilianska ön Abrolhos, som de använde som förrådsbas. Där fattade Santa Catharinas kolbunker eld och efter misslyckade försök att släcka elden sänkte Glasgow det tyska fartyget den 20 augusti.
HSDG:s flaggskepp, Cap Trafalgar, hade nått Buenos Aires vid krigsutbrottet och skulle användas som hjälpfartyg. Hon anlöpte Montevideo den 18 augusti, tog ombord kol där och lämnade igen den 23 augusti för att möta kanonbåten Eber från Kapstaden, som överlämnade sina vapen och större delen av sin besättning till den snabba ångaren och satte den i tjänst som hjälpfartyg den 31 augusti. Efter en misslyckad första sökresa överraskades Cap Trafalgar av den brittiska hjälpkryssaren Carmania under ett möte med tyska försörjningsfartyg den 14 september 1914 nära den brasilianska ön Ilha da Trindade, vilket sänkte Cap Trafalgar.
Den 8 december 1914 sänkte den brittiska kryssaren HMS Bristol Santa Isabel (5 199 BRT, 1914) nära Falklandsöarna, fartyget hade tjänat som försörjningsfartyg för den lilla kryssaren SMS Dresden och sedan kryssareskadern sedan augusti. Dresden hade tidigare försörjts av Corrientes (3 720 BRT, 1894), och HSDG-ångarna Asuncion (4 663 BRT, 1895) och Rio Negro (4 613 BRT, 1905) tjänade som försörjningsfartyg för Karlsruhe. Rio Negro lyckades föra hem de överlevande från Karlsruhe efter att fartyget hade sjunkit. Asuncions ankomst till Belém med över 400 fångar från Karlsruhe ledde till strängare kontroll av de tyska fartygen i Brasilien och ett meddelande till ambassaden att inga ytterligare leveranser från krigsfartyg skulle tolereras av fartygen i hamn.
På hemmaplan förlorades Sao Paulo (4 724 BRT, 1896), som användes som minröjningsfartyg, den 14 januari 1915 på grund av en minträff i Nordsjön och i september/oktober 1915 förlorades Entrerios (4 395 BRT, 1902), Gutrune (3 039 BRT, 1906) och Pernambuco (4 788 BRT, 1897) i malmtransporten från Luleå i Sverige till Tyskland, de två senare sänktes av den brittiska ubåten E 9.
Portugals inträde i kriget på ententens sida 1916 ledde till förlusten av fyra HSDG-fartyg som hade sökt skydd där, Brasiliens 1917 av fjorton fartyg och Uruguays av en annan HSDG-ångare. Vapenstillestånds- och kapitulationsvillkoren efter första världskriget ledde sedan till en total förlust av rederiets flotta, eftersom även de fartyg som internerats i neutrala stater måste kapitulera.

### Mellankrigstiden
Efter första världskriget ägde Hamburg Süd därför inte längre ett enda oceangående fartyg. Verksamheten återupptogs till en början med chartrade fartyg och linjesjöfarten fick en ny utformning. Sex levererade fartyg köptes också tillbaka 1921/1922. Med den återköpta Cap Polonio gick rederiet 1922 in i kryssningsbranschen. Efter slutförandet av det första nybyggnadsprogrammet med statlig finansiering hade Hamburg-Süd 17 fartyg med 129.447 BRT den 1 januari 1924 och var fortfarande det fjärde största tyska rederiet. De fem motorfartygen i Monte-klassen med över 13 000 BRT, som togs i bruk mellan 1924 och 1931, var av största betydelse för linjetrafiken och kryssningsverksamheten. År 1927 togs den turbindrivna Cap Arcona (II) i bruk som det nya flaggskeppet i rederiets passagerarflotta. 

Norddeutscher Lloyds försök att få ett kontrollerande inflytande över Hamburg-Süd misslyckades, men i maj 1931 slogs Hamburg-Süds styrelseposter samman med NDL:s och Hapags. Hamburg-Süd var också tvunget att överlåta Antonio Delfino och Cap Norte till Norddeutscher Lloyd. Rederiets självständighet tycktes vara på väg mot sitt slut. 

Under Tredje riket fortsatte dock uppdelningen av de stora tyska rederierna, som hade inletts under den föregående ekonomiska krisen då de flesta tyska rederier blev beroende av staten. Hapag och NDL fick i stort sett ge upp sina tjänster till den sydamerikanska östkusten, och ett monopol för de tyska linjerna skapades för Hamburg-Süd till södra Brasilien och La Plata. De stora rederierna var också tvungna att överföra de flesta av sina fartyg i denna trafik till Hamburg-Süd, som därmed fick femton fartyg från Hapag (varav General Osorio var det största och modernaste) och tio från NDL, inklusive ett antal förkrigsfartyg. Antonio Delfino och Cap Norte (som under tiden hade döpts om av NDL) återvände också till rederiets tjänst. 

Före 1936 hade rederiet inga kylfartyg. Från 1936 byggdes nio fartyg om för kyltransporter, och alla kunde transportera fryst kött och viss frukt. 1936 förvärvade Oetker-gruppen 25 procent av aktierna i Hamburg Süd och Richard Kaselowsky blev ordförande för tillsynsstyrelsen. 

År 1939 ägde rederiet 52 fartyg på totalt 402.732 BRT, den största flottan i rederiets historia. 

### Efter andra världskriget

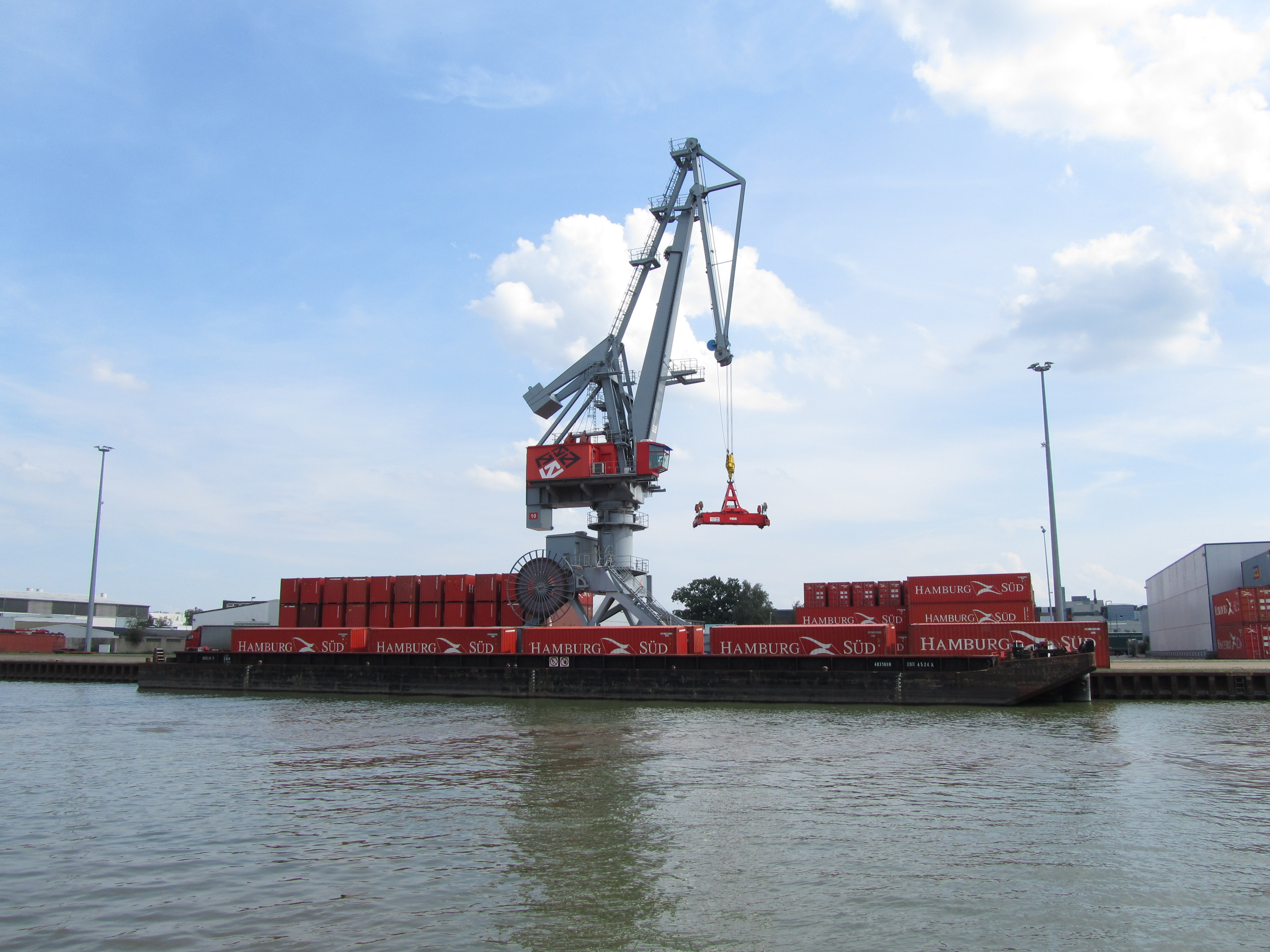
Hamburg-Süd-Container

Under andra världskriget gick rederiets flotta återigen förlorad. År 1951 återupptogs linjetrafiken mellan Europa och Sydamerikas östkust. Ett år senare började rederiet med tankfartyg och genom en sammanslagning med Rudolf A. Oetker KG utökades kapaciteten för kylfartyg. 1955 sker det fullständiga övertagandet av Oetker-koncernen. 

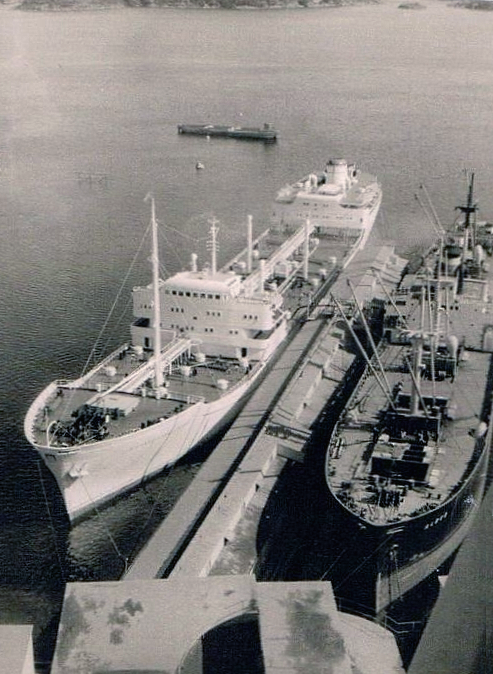
Oetker-tankfartyget Richard Kaselowsky i hamnen i Brevik (1960)

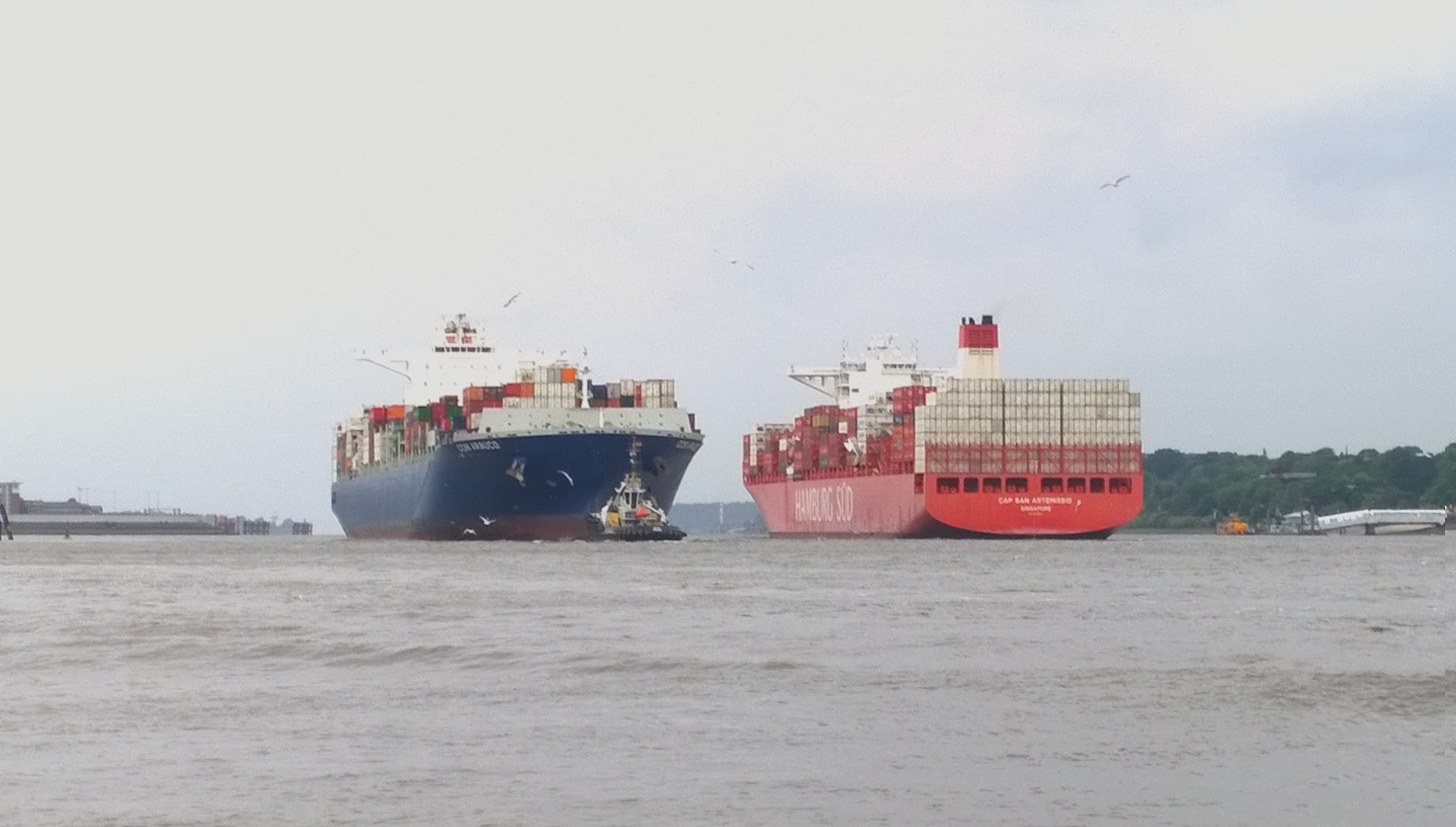
Fartygsmöte mellan CCNI Arauco och Cap San Artemissio på Elbe

År 1956 gick företaget in i Medelhavstrafiken genom att ta över Deutsche Levante-Linie, och 1957 började det bedriva linjetrafik mellan Nord- och Sydamerika under namnet "Columbus Line". Från 1963 gick fartygen i "Columbus Line" även mellan Nordamerika och Australien/Nya Zeeland. Från 1971 blev Columbus New Zealand-klassen de första containerfartygen som trafikerade mellan USA:s östkust och Australien/Nya Zeeland. År 1980 tillkom trafiken mellan Europa och Sydamerika. 

Från 1986 utökade rederiet sin verksamhet kraftigt genom att ta över andra rederier, med början i övertagandet av tyska Middle East Line. År 1989 förvärvade man 50% av det spanska rederiet Ybarra y Cia. Sudamérica S.A. (Ybarra Sud) (som sedan övertogs helt i februari 2006), och 1990 tog man över den brittiska Furness Withy Group, som bland annat ägde de välkända Royal Mail Line och Pacific Steam Navigation Company (PSNCo). Samma år förvärvades även de svenska Swedish Laser Lines och de nederländska Rotterdam Zuid-America Lijn (RZAL) och Havenlijn.
1998 integrerades brasilianska Aliança och South Seas Steamship, och 1999 South Pacific Container Lines och Transrolls linjetrafik mellan Europa och Sydamerika. År 2000 förvärvades Inter-America Services från det amerikanska företaget Crowley American Transport (CAT). Detta följdes 2003 av övertagandet av Ellerman Lines, som var verksamt i Medelhavsområdet och Indien/Pakistan, och Kien Hungs linjetrafik mellan Asien och Sydamerika. I januari 2004 konsoliderades tjänsterna från "Columbus Line" och Crowley American Transport under namnet Hamburg-Süd, liksom tjänsterna från Ellerman Group 2005 och Ybarra Sud i november 2006. Under 2006 förvärvades frakttjänsterna mellan Australien/Nya Zeeland och Asien och Nordamerika, samlade under namnet "FANZL Fesco Australia New Zealand Liner Services", av Fesco Ocean Management Ltd (varumärket FANZL ersattes av Hamburg Süd den 1 januari 2008). I september 2006 inledde rederiet ett samarbete med Hapag-Lloyd, Hyundai Merchant Marine och Shandong Yantai International Marine Shipping Container Company i handelsrutten Asien-Australien. Den 1 december 2007 övertogs linjeverksamheten från italienska Costa Container Lines (CCL). 

Som nästan alla rederier påverkas även Hamburg Süd av den allvarliga sjöfartskris som bröt ut i mitten av 2008. En fusion med Hapag-Lloyd diskuterades därför i början av 2013, men detta gick i stöpet. Den 25 juli 2014 meddelade Hamburg Süd att man skulle ta över linjetjänsterna och agentnätverket från det chilenska rederiet Compañía Chilena de Navegación Interoceánica (CCNI) under det befintliga varumärket i slutet av 2014. Övertagandet ägde i själva verket rum i mars 2015.

### Försäljning av rederiet

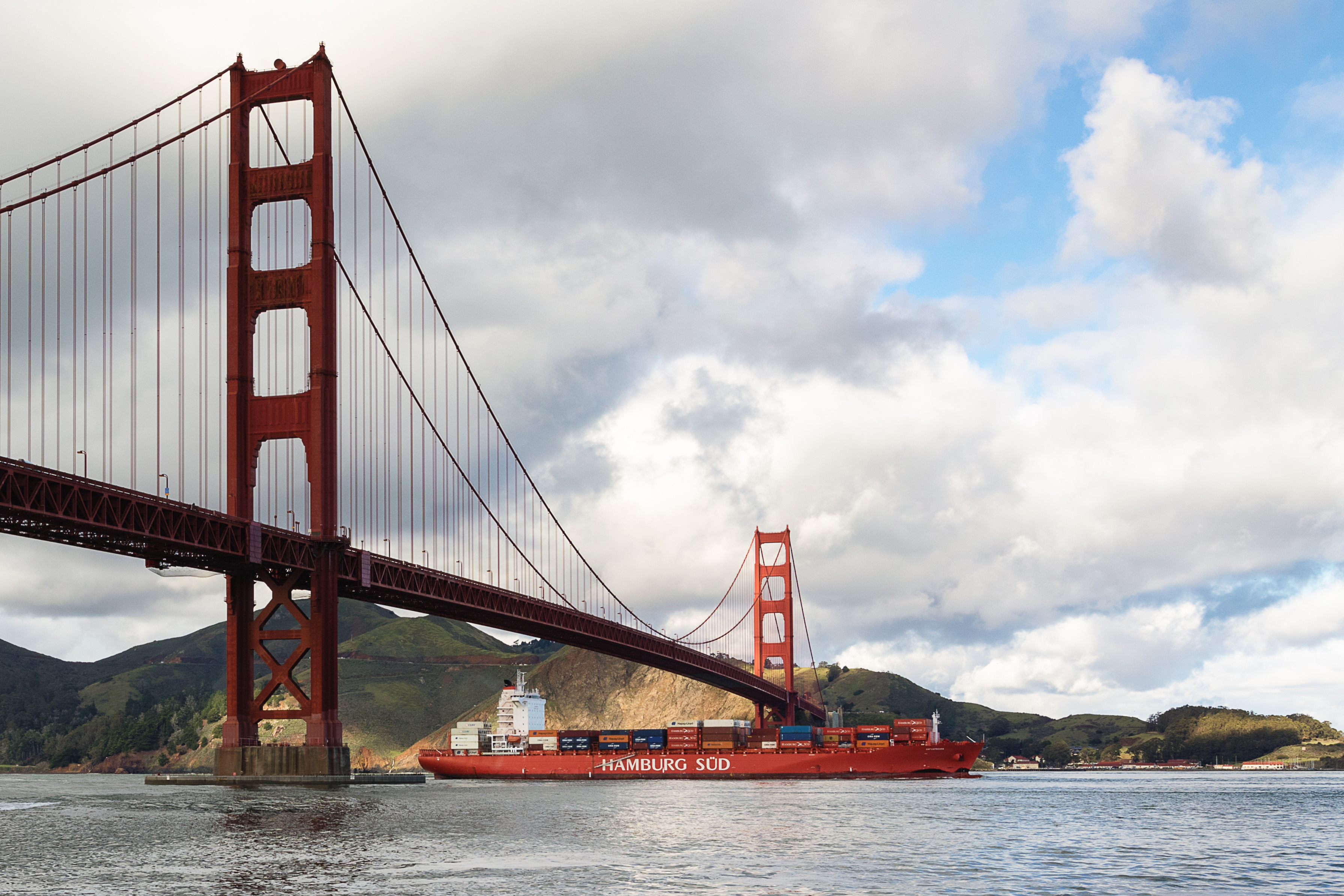
Ett containerfartyg från Hamburg Süd passerar Golden Gate Bridge

Den 1 december 2016 meddelade Oetker-koncernen att man skulle avyttra sin shippingdivision och sälja Hamburg Süd tillsammans med alla dess verksamheter, dotterbolag och betydande affärstillgångar. Den 28 april 2017 godkände aktieägarna och rådgivande styrelsen i Dr. August Oetker KG avtalet mellan Dr. August Oetker KG och Mærsk Line om försäljning av Hamburg Südamerikanische Dampfschifffahrts-Gesellschaft KG (Hamburg Süd), inklusive alla dotterbolag och tillhörande rederier . Avtalet var föremål för godkännande av flera antitrustmyndigheter. Sedan den 1 december 2017 tillhör Hamburg Süd A.P. Møller-Mærsk. Äganderätten till Hamburg Süds 105 fartyg och ansvaret för fartygsledningen ligger hos Maersk i Köpenhamn efter övertagandet av företaget. Sjömännen på Hamburg Süds fartyg arbetar direkt för Maersk. Fartygen, som tidigare seglade under tysk, singaporiansk, liberiansk eller portugisisk flagg, flaggades om till Singapore, Storbritannien och Danmark under 2018.
Efter övertagandet ansvarar Hamburg Süd för all handel som sker med fartygen på linjerna mellan Europa och Sydamerika, mellan Asien och Sydamerika samt mellan Nord- och Sydamerika. Företaget är inte längre ett självständigt rederi och lämnade den tyska redarföreningen (VDR) efter Maersks övertagande.
Den 27 januari 2023 meddelade Maersk att nästan alla logistikvarumärken skulle integreras i modervarumärket Maersk. Detta innebar också slutet för namnet Hamburg Süd. Bokstäverna med samma namn, som hade funnits på administrationsbyggnaden på Willy-Brandt-Straße i nästan 60 år, togs bort i slutet av februari 2023. 